# In the Meantime (singolo)
In the Meantime è il primo singolo del gruppo musicale britannico Spacehog, pubblicato nel marzo 1996 come primo estratto dal loro album di debutto Resident Alien. 
Pubblicato nel 1996, il singolo raggiunse la vetta della classifica Mainstream Rock Airplay degli Stati Uniti e della classifica Rock del Regno Unito. Inoltre ha raggiunto il numero 32 della Billboard Hot 100 e il numero 29 della UK Singles Chart, raggiungendo la top 50 in Australia, Canada, Islanda, Nuova Zelanda e Svezia.

## Tracce
Musiche di Spacehog.
1. In the Meantime
2. To Be a Millionaire... Was It Likely?" (live)

## Formazione
- Royston Langdon - basso, sintetizzatore, organo Hammond, tastiera, voce
- Antony Langdon - chitarra, tastiera, voce
- Jonny Cragg - batteria, percussioni, cori
- Richard Steel - chitarra